# Satish Chandra Agarwal
Satish Chandra Agarwal (* 27. September 1928 im Dorf Thoon, Distrikt Bharatpur, Rajasthan; † 10. September 1997 in Jaipur, Rajasthan) war ein indischer Politiker der Bharatiya Janata Party (BJP), der unter anderem zwischen 1977 und 1984 Mitglied der Lok Sabha, von 1977 bis 1979 Staatsminister für Finanzen sowie zwischen 1994 und 1997 Mitglied der Rajya Sabha war. Er war von 1994 bis 1996 Vizepräsident der Rajya Sabha.

## Leben

### Rechtsanwalt und Politiker in Rajasthan
Agarwal absolvierte nach dem Besuch des Birla College in Pilani und des Maharaja’s College in Jodhpur ein Studium der Rechtswissenschaften an der University of Rajasthan in Jaipur, das er mit einem Bachelor of Laws (LL.B.) abschloss. Danach nahm er eine Tätigkeit als Rechtsanwalt auf. Ein weiteres postgraduales Studium der Handelsbetriebslehre beendete er mit einem Master of Commerce (M.Com.).
1951 trat Agarwal der Bharatiya Jana Sangh (BJS) bei und begann seine politische Laufbahn in der Kommunalpolitik, als er zwischen 1956 und 1958 Mitglied des Stadtrates von Jaipur war. Er wurde für diese 1957 erstmals zum Mitglied der Legislativversammlung des Bundesstaates Rajasthan gewählt, der er für drei Legislaturperioden bis 1972 angehörte. Während dieser Zeit war er von 1957 bis 1967 Mitglied des Präsidiums der Legislativversammlung und zugleich von 1965 bis 1967 Vorsitzender des Petitionsausschusses sowie Präsident der BJS im Bundesstaat Rajasthan. 
Agarwal, der zwischen 1967 und 1970 Präsident des Agrawal College in Jaipur war, engagierte sich als Sekretär und Vizepräsident des Staatlichen Rates für Kinderwohlfahrt in Rajasthan und war von 1969 bis 1971 erneut Mitglied des Präsidiums der Legislativversammlung von Rajasthan. In dieser Zeit nahm er 1971 als Delegierter an der Konferenz der Parlamentarischen Versammlung des Commonwealth of Nations in Kuala Lumpur teil.

### Mitglied der Lok Sabha, Staatsminister und Mitglied der Rajya Sabha
1975 wurde Agarwal Mitglied des Allindischen Arbeitsausschusses der Bharatiya Jana Sangh, dem er bis 1977 angehörte. Während des von Premierministerin Indira Gandhi verhängten Ausnahmezustandes befand er sich aufgrund des Internal Security Act vom 26. Juni 1975 bis zum 25. Januar 1977 für 19 Monate unter Hausarrest.
Bei den Wahlen im März 1977 wurde Agarwal zum Mitglied der Lok Sabha gewählt, des Unterhauses des indischen Parlaments, und vertrat dort nach seiner Wiederwahl bei den Wahlen im Januar 1980 bis 1984 den zu Rajasthan gehörenden Wahlkreis 7 Jaipur. 
Einige Monate später wurde er am 14. August 1977 von Premierminister Morarji Desai in dessen Regierung berufen und bekleidete in dieser bis zum 28. Juli 1979 das Amt als Staatsminister im Finanzministerium. Als solcher nahm er an den Konferenzen des Colombo-Plans in Kathmandu 1977, Washington, D.C. 1978 sowie in London 1979 teil. Nach seinem Ausscheiden aus der Regierung war er von 1980 bis 1984 Parlamentarischer Geschäftsführer (Chief Whip) sowie stellvertretender Vorsitzender der Fraktion der Bharatiya Janata Party in der Lok Sabha. Darüber hinaus fungierte er von 1981 bis 1983 als Vorsitzender des Ausschusses der Lok Sabha für öffentliche Konten.
Am 3. April 1994 wurde Agarwal Mitglied der Rajya Sabha, des Oberhauses des indischen Parlaments, dem er bis zu seinem Tod am 10. September 1997 angehörte. Während dieser Zeit war er von 1994 bis 1996 einer der Vizepräsidenten der Rajya Sabha.
Aus seiner am 16. Februar 1953 mit Shanta Agarwal geschlossenen Ehe gingen zwei Söhne und eine Tochter hervor.